# Pneumatopteris sandwicensis
Pneumatopteris sandwicensis är en kärrbräkenväxtart som först beskrevs av William Dunlop Brackenridge och som fick sitt nu gällande namn av Richard Eric Holttum.
Pneumatopteris sandwicensis ingår i släktet Pneumatopteris och familjen Thelypteridaceae. Inga underarter finns listade i Catalogue of Life.